# هو جیانگوان
هو جیانگوان (انگلیسی: Hu Jianguan؛ زادهٔ ۱۱ مهٔ ۱۹۹۳) بوکسور اهل چین است.